# 平城町
平城町（ひらじょうまち）は、秋田県横手市の町丁。郵便番号は013-0027。人口は490人、世帯数は216世帯（2020年10月1日現在）。丁目の設定のない単独町名で、全域で住居表示を実施している。旧横手市横手町・睦成の各一部に相当する。

## 地理
横手地域の中央部に位置し、東で大水戸町、西で横手町・梅の木町、南で寿町、北で朝倉町と隣接する。北東部を横手川が北流し、西端はJR奥羽本線が南北に縦貫し、それに並行する形で県道31号横手停車場線が通る。同線の南部には倉庫などが立ち並び、通称・住吉町通り（市道）は商店街を形成しているが、ほとんどが住宅地である。
全域が都市計画区域に含まれるが、区域区分非設定区域となっている。都市計画法上の用途地域では南部が近隣商業地域に、上真山踏切以北が第一種住居地域に指定されている。

## 歴史
現在の平城町の内、1番から8番にかけての旧横手町字平城の辺りは、平城と称される中世の城館跡がある。築城年代は不明であるが、当初の城主は加賀美遠光、応永年間頃に小野寺春光、長禄3年頃に小野寺泰道、その後は横手道前、横手義則、横手佐渡守光盛と伝えられる。遺構は昭和初期から進んだ急速な宅地化によってほとんどが失われており、わずかに主郭疑定地の一部（墓地）が残る。城郭はこれを中心とした連郭式で、城域は奥羽本線と稲荷神社を東西端とし、南北は横手川と小刀堰に囲まれた7ヘクタールの区画である。平城の城主と伝えられる横手佐渡守光盛と金沢金乗坊は逆心を企て、湯沢城において小野寺稙道を暗殺しており、平城の乱として伝えられている。
平城町は、横手市において初めて土地区画整理事業が実施され、本格的なまちづくりが行われた地区である。その起点は、平城町から朝倉町に至る幅員8メートルの上関根線（現在の県道31号横手停車場線、都市計画道路駅北線）が1950年（昭和25年）に都市計画幹線街路に指定されたことに始まる。1954年には土地区画整理法が制定され、市は最初に平城地区から事業に着手した。当時は市内に先例がなく、法律も制定されたばかりであったため、事業は難航を極め、なかなか住民の理解を得ることができなかった。こうした中で事業は進められ、1961年（昭和36年）の第16回国民体育大会開催までに一定の整備を完了させた。しかし、事業執行上の不手際もあり、換地処分が難航し、最終的な完了は1969年となった。

### 町名の変遷
町名の変遷は以下の通りである。特記のないものはすべて住居表示実施に伴う変更。
| 実施後 | 実施年月日     | 実施前                   |
| ------ | -------------- | ------------------------ |
| 平城町 | 昭和41年4月1日 | 睦成字上関（一部）       |
| 平城町 | 昭和41年4月1日 | 睦成字町尻一部（一部）   |
| 平城町 | 昭和41年4月1日 | 横手町字平城（一部）     |
| 平城町 | 昭和41年4月1日 | 横手町字上真山（一部）   |
| 平城町 | 昭和41年4月1日 | 横手町字梅ノ木後（一部） |
| 平城町 | 昭和41年4月1日 | 横手町字下真山（一部）   |

## 世帯数と人口
2020年（令和2年）10月1日現在の世帯数と人口は以下の通りである。
| 丁目   | 世帯数  | 人口  |
| ------ | ------- | ----- |
| 平城町 | 216世帯 | 490人 |

### 人口・世帯数の推移
以下は国勢調査による1995年（平成7年）以降の人口の推移。
| 年                 | 人口 |
| ------------------ | ---- |
| 1995年（平成7年）  | 775  |
| 2000年（平成12年） | 694  |
| 2005年（平成17年） | 605  |
| 2010年（平成22年） | 551  |
| 2015年（平成27年） | 535  |
| 2020年（令和2年）  | 490  |

以下は国勢調査による1995年（平成7年）以降の世帯数の推移。
| 年                 | 世帯数 |
| ------------------ | ------ |
| 1995年（平成7年）  | 276    |
| 2000年（平成12年） | 254    |
| 2005年（平成17年） | 240    |
| 2010年（平成22年） | 220    |
| 2015年（平成27年） | 221    |
| 2020年（令和2年）  | 210    |

## 小・中学校の学区
市立小・中学校に通う場合、学区（校区）は以下の通りとなる。
| 番地 | 小学校               | 中学校               |
| ---- | -------------------- | -------------------- |
| 全域 | 横手市立横手南小学校 | 横手市立横手南中学校 |

## 交通

### 鉄道
町内には奥羽本線が通るが、駅はない。最寄り駅は■奥羽本線、■北上線の横手駅。

### バス
羽後交通
- 住吉町（大森線）

横手市循環バス
- 平城町
- 福嶋内科・針生皮膚科医院前

### 道路
- 秋田県道31号横手停車場線

## 施設
- 稲倉神社（71番1号）[20]
祭神：稲倉魂大神、祭日：（春祭）3月16日、（夏祭）7月24日・25日[20]
農祖神と考えられており、神像の右側面に文政6年（1823年）3月建立の銘がある。左側面には弘化5年（1848年）2月2日と刻まれており、正面の台座下部に世話人として、正右衛門、三太、六右衛門、久太と刻まれている。古老の話によれば、元は二ノ堰端の露天にあったが、その後、場所が二転三転して1930年に改築されたという[20]。
- 白鬚神社[20]
祭神：白鬚大明神、祭日：初午 7月24日・25日[20]
- 田中稲荷神社[21]
祭神：宇迦之御魂大神、祭日：初午、八朔（旧暦8月1日）[21]